# Elymus wallii
Elymus wallii är en gräsart som först beskrevs av Henry Eamonn Connor, och fick sitt nu gällande namn av Áskell Löve och Henry Eamonn Connor. Elymus wallii ingår i släktet elmar, och familjen gräs. Inga underarter finns listade i Catalogue of Life.